# 1,1-Dichlorethan
1,1-Dichlorethan (Ethylidendichlorid) ist eine ölige, farblose und leicht brennbare Flüssigkeit mit mildem, süßem, chloroformartigem Geruch. Diese chemische Verbindung gehört zu den Chlorkohlenwasserstoffen. Beim 1,1-Dichlorethan sind im Gegensatz zum 1,2-Dichlorethan beide Chloratome am selben Kohlenstoffatom gebunden.

## Darstellung und Gewinnung
1,1-Dichlorethan wird größtenteils aus Vinylchlorid durch Anlagerung von HCl erzeugt. Dabei handelt es sich um eine elektrophile Addition nach Markownikow.

## Eigenschaften

### Sicherheitstechnische Kenngrößen
1,1-Dichlorethan bildet leicht entzündliche Dampf-Luft-Gemische. Die Verbindung hat einen Flammpunkt von −10 °C. Der Explosionsbereich liegt zwischen 5,6 Vol.‑% (225 g/m3) als untere Explosionsgrenze (UEG) und 16 Vol.‑% (660 g/m3) als obere Explosionsgrenze (OEG). Die Grenzspaltweite wurde mit 1,8 mm bestimmt. Es resultiert damit eine Zuordnung in die Explosionsgruppe IIA. Die Zündtemperatur beträgt 440 °C. Der Stoff fällt somit in die Temperaturklasse T2.

## Verwendung
1,1-Dichlorethan dient der Herstellung von Lösungs- und Extraktionsmitteln für spezielle Zwecke. Früher wurde es als chirurgisches Betäubungsmittel gebraucht. Es wird auch verwendet, um Substanzen wie Farben oder Lacke aufzulösen und Fett zu entfernen.
1,1-Dichlorethan entsteht als Zwischenprodukt bei der Herstellung von Vinylchlorid und 1,1,1-Trichlorethan und wird für die Synthese von Polyvinylidenchlorid eingesetzt.

## Gefahren
Zur Beurteilung der Kanzerogenität von 1,1-Dichlorethan liegen keine ausreichenden Daten vor. Bekannt ist dagegen, dass die Substanz im Tierversuch Nierenschädigungen auslöst. 1,1-Dichlorethan ist leichtentzündlich.